# Cimitero di Charonne
Il cimitero di Charonne (cimitière de Charonne) è un cimitero posto al centro del quartiere Charonne, nel XX arrondissement di Parigi; insieme al cimitero del Calvaire è ancora uno degli ultimi cimiteri parrocchiali adiacenti alla rispettiva chiesa. Questo cimitero conta circa 650 tombe, distribuite su 0,41 ettari.

## Storia
Il cimitero è collegiato alla chiesa di Saint-Germain de Charonne, sorti entrambi nello stesso periodo.
Questo piccolo cimitero sfuggì alle disposizioni di un decreto emanato il 12 giugno 1804, che vieta le sepolture all'interno delle mura di città e paesi.

## Personalità sepolte
- Bègue Magloire, segretario di Robespierre;
- Josette Malraux, nata Clotis, (8 aprile 1910 - 11 novembre 1944), moglie di André Malraux, scrittore morto investito da un treno;
- Gauthier Malraux (5 novembre 1940 - 23 maggio 1961) e Vincent Malraux (11 marzo 1943 - 23 maggio, 1961), figli di André Malraux e Josette Malraux, morti insieme in un incidente d'auto;
- Robert Brasillach (1909-1945), scrittore e giornalista;
- Maurice Bardèche (1907-1998), scrittore e critico;
- Pierre Blanchar (1892-1963), attore;
- Gérard Bauër (1888-1967), romanziere;
- Emmanuelle Riva (1927-2017), attrice.